# Lago Vyrnwy
Il lago Vyrnwy (Llyn Efyrnwy o Fyrnwy in gallese) è un bacino idrico risalente all'epoca vittoriana situato nel nord del Galles nella contea di Powys.
Venne progettato negli anni ottanta del XIX secolo dalla corporazione di Liverpool con lo scopo di fornire acqua potabile alla città, che dista circa 70 miglia. Fu costruito inondando la valle Vyrnwy ed il villaggio di Llanwddyn, situato nel Montgomeryshire, che venne trasferito. Completata nel 1889, fu la prima diga costruita in pietra della Gran Bretagna. Le dighe precedenti erano invece il risultato della costruzione di argini di terra. La sua zona di filtraggio è celebre per la torre gotica a punta alta 48 metri ed il ponte ad arco che la congiunge alla riva.
Il lago venne riempito nel 1889 di 400'000 trote provenienti da Loch Leven, grazie a questo intervento oggi il bacino è conosciuto anche per la sua pescosità e non solo per la bellezza paesaggistica. La RSPB unitamente alla Severn Trent Water mantengono la riserva naturale intorno al bacino, dove diverse specie di uccelli vivono. Il lago è ancora in funzione e continua a fornire acqua alla città di Liverpool.